# Jean Gilles
Jean Gilles (Tarascon, 8 februari 1668 – Toulouse, 5 februari 1705) was een Frans componist.

## Leven
Gilles begon zijn carrière als tienjarige koorknaap in de Saint-Sauveur in Aix-en-Provence, als leerling van Guillaume Poitevin. Maar hij leerde daar het vak ook van een acht jaar oudere leerling van Poitevin, André Campra. In 1687 werd hij assistent-kapelmeester en in 1693 volgde hij Poitevin op als kapelmeester. Al in 1695 verliet hij Aix en werd kapelmeester in de Saint-Etienne van Agde. Weerom twee jaar later, in 1697, werd hij kapelmeester in de Saint-Etienne te Toulouse. Daar bleef hij de rest van zijn carrière, ook al werd hem in 1701 de plaats van kapelmeester van de Notre-Dame des Doms in Avignon aangeboden. Hij lijkt dat aanbod weliswaar aanvaard te hebben — Rameau verving hem "tijdelijk" — en hij heeft misschien een korte tijd in Avignon verbleven, maar hij is er nooit effectief kapelmeester geweest. Hij is op post gebleven in Toulouse tot aan zijn dood.

## Reputatie
De prestigieuze posities die hem werden aangeboden — allemaal in kathedralen! — wijzen erop dat hij snel bekend werd in de Franse muzikale wereld. Tot aan het einde van het ancien régime was Gilles beroemd in heel Frankrijk, in die mate zelfs dat hij gezien werd als de potentiële opvolger van Michel-Richard Delalande. Dat was vooral te danken aan zijn meesterwerk, een Requiem (gepubliceerd als Messe des morts in 1764 door Michel Corrette): "… van alle Requiem-missen heeft men die van Gilles altijd als de beste beschouwd". Gilles' Requiem werd onder andere uitgevoerd bij de begrafenis van Jean-Philippe Rameau (1764), van Stanislaus Leszczyński (1766) en van Lodewijk XV van Frankrijk (1774). Maar ook zijn andere werken waren populair en werden regelmatig uitgevoerd tijdens de Concerts spirituels; Laurent (2007) telde 77 uitvoeringen van Gilles' werken tijdens die Concerts spirituels.
Na het ancien régime werd Gilles min of meer vergeten, maar vanaf ongeveer 1950 werd hij herontdekt. Er werden proefschriften aan hem gewijd, en mede dankzij de toenemende populariteit van de historisch verantwoorde uitvoeringspraktijk zijn er nu ook flink wat opnamen beschikbaar (zie Discografie). In recente jaren heeft de Franse musicoloog en musicus Guy Laurent nog manuscripten van Gilles van onder het stof gehaald en de muziek ervan uitgevoerd en opgenomen (Laurent 2007).

## Enkele karakteristieken van Gilles' muziek
Gilles' muziek slaagt erin zogenaamd typisch Franse eigenschappen, elegantie en raffinement, te verzoenen met meer zuidelijke elementen, emotionele intensiteit en melodische rijkdom. Zijn muziek is zeker niet somber: zelfs in zijn Requiem zijn er dansritmes aanwezig, en hij gebruikt minder dissonanten dan bijvoorbeeld Delalande. Zijn vakmanschap is onmiskenbaar. Structureel zit zijn muziek altijd goed in elkaar, en hij schrijft geraffineerde koorfuga's. Bovendien getuigt de weloverwogen afwisseling van homofone en polyfone passages van een zeer Franse zin voor evenwicht. Maar toch, de slotwoorden van Laurents korte essay over interpretatie van barokmuziek in het algemeen zijn bij uitstek van toepassing op Gilles' muziek: "een manier van publiek spreken [sic] die iedereen aanspreekt, en die springlevend is door de eeuwen heen."

## Discografie
- Requiem Louis Frémaux, dirigent; Ensemble Instrumental Jean-Marie Leclair; Chorale Philippe Caillard; Annik Simon, sopraan; André Meurant & Michel Hamel, tenor; Xavier Depraz, bas; Laurence Boulay, klavecimbel; Marie-Claire Alain, orgel (de eerste opname van het Requiem, 1957, op LP Erato).
- Requiem Philippe Herreweghe, dirigent; Musica Antiqua Köln; Collegium Vocale Gent; Anne-Marie Rodde, sopraan; Jean Nirouet, contratenor; Martyn Hill, tenor; Ulrich Studer, bariton; Peter Kooij, bas (op LP Archiv, 1981; later uitgegeven op cd Archiv en op cd Brilliant Classics).
- Te Deum & motet Diligam Te, Domine Hervé Niquet, dirigent; Le Concert Spirituel; Véronique Gens & Myriam Ruggeri, sopraan; Jean-Paul Fouchécourt, contratenor; Douglas Nasrawi, tenor; Peter Harvey, bas (1990; Accord)
- Requiem & motet Diligam Te, Domine Philippe Herreweghe, dirigent; La Chapelle Royale; Agnès Mellon, sopraan; Howard Crook & Hervé Lamy, tenor; Peter Kooij, bas (1992; Harmonia Mundi).
- Requiem Joel Cohen, dirigent; Boston Camerata; Ensemble vocal Sagittarius & Chœurs du Festival d'Aix-en-Provence; Anne Azéma, sopraan; Jean Nirouet, contratenor; William Hite, tenor; Patrick Mason, bariton (1993; Erato).
- Requiem & motet Beatus quem eligisti Hervé Niquet, dirigent; Le Concert Spirituel; Véronique Gens, sopraan; Jean-Paul Fouchécourt & Hervé Lamy, tenor; Peter Harvey & Jean-Louis Paya, bas (2000; Musidisc).
- Lamentations & motet Cantate Jordanis incolæ Hervé Niquet, dirigent; Le Concert Spirituel; Véronique Gens, sopraan; Jean-Paul Fouchécourt & Douglas Nasrawi, tenor; Jean-Louis Paya, bas (2000; Musidisc)
- Grands et petits motets: Laudate nomen Domini; Afferte Domino; Paratum cor meum; Cantus dent uberes; Lætatus sum; Usquoque, Domine; Velum templi scissum est Guy Laurent, dirigent; Les Festes d'Orphée; Laure Bonnaure, sopraan; Jean-François Lombard, contratenor; Jean-François Novelli, tenor; Vincent Deliau, bariton; René Linnenbank, bas; Brigitte Tramier, orgel (2007; K617).
- Requiem & motet Cantate Jordanis incolæ Jean-Marc Andrieu, dirigent; Orchestre baroque Les Passions; Chœur de chambre Les Eléments; Anne Magouët, sopraan; Vincent Lièvre-Picard, contratenor; Bruno Boterf, tenor; Alain Buet, bas (2008; Ligia).
- Lamentations & motet Diligam Te, Domine Jean-Marc Andrieu, dirigent; Orchestre baroque Les Passions; Chœur de chambre Les Eléments (2009; Ligia).
- Te Deum & Messe en ré Jean-Marc Andrieu, dirigent; Orchestre baroque Les Passions; Chœur de chambre Les Eléments; Anne Magouët, sopraan; Vincent Lièvre-Picard, contratenor; Jean-François Novelli, tenor; Alain Buet, bas (2012; Ligia).

## Moderne bibliografie
- Hajdu, John H. 1973 The Life and Works of Jean Gilles (1668–1705) proefschrift Universiteit van Colorado
- Hajdu, John H.  "Jean Gilles" Grove Music Online (geraadpleegd in april 2013)
- Laurent, Guy 2007 "Jean Gilles (1668–1705)" in het boekje bij cd K617 193
- Prada, Michel 1986 Un maître de musique en Provence & Languedoc: Jean Gilles (1668–1705): L'homme et l'œuvre Béziers (bewerking van ouder proefschrift)

- Biblioteca Nacional de España: XX1779602
- Bibliothèque nationale de France: cb13894472r (data)
- Gemeinsame Normdatei: 133420817
- International Standard Name Identifier: 0000 0000 8096 925X
- Library of Congress Control Number: n82101482
- Nationale Bibliotheek van Letland: 000108164
- MusicBrainz: acf5074b-a7b7-4869-9612-a0893f3dfaab
- Nationale Bibliotheek van Israël: 987007283659705171
- Nederlandse Thesaurus van Auteursnamen: 073601977
- Istituto Centrale per il Catalogo Unico: CFIV215619
- SNAC: w61v5ppw
- Système universitaire de documentation: 02817884X
- Trove: 1161218
- Virtual International Authority File: 17407436
- WorldCat: E39PBJkxFWx7KpPHgvqXjDW4bd